# Список кавалеров ордена «За заслуги перед Отечеством» за 2007 год

## Кавалеры ордена I степени
1. 19 января 2007 года, № 43 — Шаймиев, Минтимер Шарипович — Президент Республики Татарстан[1]
2. 23 января 2007 года, № 63 — Покровский, Борис Александрович — художественный руководитель и главный режиссёр федерального государственного учреждения культуры «Московский государственный академический Камерный музыкальный театр под художественным руководством Б. А. Покровского»[2]
3. 24 февраля 2007 года, № 247 — Ростропович, Мстислав Леопольдович — музыкант, дирижёр, президент регионального общественного фонда помощи одаренным студентам музыкальных учебных заведений «Фонд М. Л. Ростроповича», город Москва[3]
4. 26 мая 2007 года, № 657 — Кутафин, Олег Емельянович — академик Российской академии наук, ректор государственного образовательного учреждения высшего профессионального образования «Московская государственная юридическая академия»[4]
5. 12 сентября 2007 года, № 1183 — Фрадков, Михаил Ефимович — Председатель Правительства Российской Федерации — за выдающийся вклад в реализацию социально-экономической политики государства[5]
6. 6 декабря 2007 года, № 1639 — Антонова, Ирина Александровна — директор федерального государственного учреждения культуры «Государственный музей изобразительных искусств имени А. С. Пушкина», город Москва[6]

## Кавалеры ордена II степени
1. 26 января 2007 года, № 78 — Машбашев, Исхак Шумафович — писатель, председатель правления Союза писателей Республики Адыгея
2. 26 января 2007 года, № 79 — Добрецов, Николай Леонтьевич — академик, вице-президент Российской академии наук, председатель Сибирского отделения Российской академии наук, Новосибирская область
3. 28 января 2007 года, № 96 — Денежкин, Геннадий Алексеевич — первый заместитель генерального директора по научной работе, главный конструктор федерального государственного унитарного предприятия «Государственное научно-производственное предприятие „Сплав“», Тульская область
4. 22 февраля 2007 года, № 208 — Скринский, Александр Николаевич — академик Российской академии наук, директор Института ядерной физики имени Г. И. Будкера Сибирского отделения Российской академии наук, Новосибирская область
5. 23 февраля 2007 года, № 226 — Северин, Гай Ильич — генеральный директор — генеральный конструктор открытого акционерного общества «Научно-производственное предприятие „Звезда“», Московская область
6. 2 марта 2007 года, № 266 — Степашин, Сергей Вадимович — Председатель Счётной палаты Российской Федерации
7. 6 марта 2007 года, № 278 — Терешкова, Валентина Владимировна — старший научный сотрудник Российского государственного научно-исследовательского испытательного центра подготовки космонавтов имени Ю. А. Гагарина, Московская область
8. 21 марта 2007 года, № 404 — Гончар, Андрей Александрович — академик, советник Российской академии наук
9. 27 марта 2007 года, № 422 — Вешняков, Александр Альбертович — Председатель Центральной избирательной комиссии Российской Федерации
10. 26 мая 2007 года, № 655 — Брычёва, Лариса Игоревна — помощник Президента Российской Федерации, начальник Государственно-правового управления Президента Российской Федерации
11. 13 июля 2007 года, № 877 — Фоменко, Пётр Наумович — художественный руководитель государственного учреждения культуры города Москвы «Московский театр „Мастерская П. Н. Фоменко“»
12. 27 июля 2007 года, № 990 — Григорович, Юрий Николаевич — хореограф-постановщик федерального государственного учреждения «Государственный академический Большой театр России», город Москва
13. 11 августа 2007 года, № 1067 — Ахмадулина, Белла Ахатовна — поэт, город Москва
14. 25 сентября 2007 года, № 1302 — Любимов, Юрий Петрович — директор, художественный руководитель государственного учреждения культуры города Москвы «Московский театр на Таганке»
15. 3 ноября 2007 года, № 1456 — Фролов, Константин Васильевич — академик Российской академии наук, директор Института машиноведения имени А. А. Благонравова Российской академии наук, город Москва
16. 1 декабря 2007 года, № 1603 — Колосов, Сергей Николаевич — кинорежиссёр-постановщик федерального государственного унитарного предприятия «Киноконцерн „Мосфильм“», город Москва
17. 3 декабря 2007 года, № 1624 — Щедрин, Родион Константинович — композитор, город Москва
18. 6 декабря 2007 года, № 1635 — Наумов, Владимир Наумович — кинорежиссёр-постановщик федерального государственного унитарного предприятия «Киноконцерн „Мосфильм“», город Москва
19. 19 декабря 2007 года, № 1709 — Савельев, Виктор Сергеевич — академик Российской академии медицинских наук и Российской академии наук, заведующий кафедрой государственного образовательного учреждения высшего профессионального образования «Российский государственный медицинский университет», город Москва

## Кавалеры ордена III степени
1. 18 января 2007 года, № 46 — Аксёнова, Алиса Ивановна — генеральный директор федерального государственного учреждения культуры «Государственный Владимиро-Суздальский историко-архитектурный и художественный музей-заповедник», Владимирская область
2. 26 января 2007 года, № 83 — Белоцерковский, Олег Михайлович — академик Российской академии наук, директор Института автоматизации проектирования Российской академии наук, город Москва
3. 31 января 2007 года, № 110 — Рождественский, Геннадий Николаевич — заведующий кафедрой федерального государственного образовательного учреждения высшего профессионального образования (университета) «Московская государственная консерватория имени П. И. Чайковского»
4. 31 января 2007 года, № 112 — Таболин, Вячеслав Александрович — заведующий кафедрой государственного образовательного учреждения высшего профессионального образования «Российский государственный медицинский университет», город Москва
5. 1 февраля 2007 года, № 121 — Лещенко, Лев Валерьянович — художественный руководитель федерального государственного учреждения культуры «Государственный театр эстрадных представлений „Музыкальное агентство“», город Москва
6. 6 февраля 2007 года, № 142 — Вельяминов, Пётр Сергеевич — артист Санкт-Петербургского государственного учреждения культуры «Академический театр Комедии имени Н. П. Акимова»
7. 24 февраля 2007 года, № 249 — Гаудасинский, Станислав Леонович — художественный руководитель — директор Санкт-Петербургского государственного учреждения культуры «Санкт-Петербургский государственный академический театр оперы и балета имени М. П. Мусоргского — Михайловский театр»
8. 24 февраля 2007 года, № 250 — Михайленко, Виталий Иванович — руководитель администрации Кавказских Минеральных Вод — особо охраняемого эколого-курортного региона Российской Федерации, первый заместитель председателя правительства Ставропольского края
9. 8 марта 2007 года, № 284 — Арчаков, Александр Иванович — директор государственного учреждения «Научно-исследовательский институт биомедицинской химии имени В. Н. Ореховича», город Москва
10. 8 марта 2007 года, № 287 — Распутин, Валентин Григорьевич — писатель, Иркутская область
11. 8 марта 2007 года, № 291 — Петров, Анатолий Валентинович — заместитель мэра Москвы в правительстве Москвы, полномочный представитель мэра Москвы в Московской городской думе
12. 16 марта 2007 года, № 349 — Эйфман, Борис Яковлевич — художественный руководитель — директор Санкт-Петербургского государственного учреждения культуры «Академический театр Балета под руководством Бориса Эйфмана»
13. 9 апреля 2007 года, № 450 — Ооржак, Шериг-оол Дизижикович — Председатель Правительства Республики Тыва
14. 9 апреля 2007 года, № 451 — Гамзатов, Гаджи Гамзатович — академик, советник Российской академии наук, город Москва
15. 11 апреля 2007 года, № 461 — Королёв, Олег Петрович — глава администрации Липецкой области
16. 13 апреля 2007 года, № 475 — Мамбетшаев, Саит Ваитович — генеральный директор открытого акционерного общества «Стройполимеркерамика», Калужская область
17. 13 апреля 2007 года, № 477 — Плетнёв, Михаил Васильевич — художественный руководитель и главный дирижёр Российского национального оркестра Фонда поддержки национальной культуры Михаила Плетнева, город Москва
18. 20 апреля 2007 года, № 521 — Спирин, Александр Сергеевич — академик, советник Российской академии наук
19. 21 апреля 2007 года, № 522 — Гранов, Анатолий Михайлович — директор федерального государственного учреждения «Центральный научно-исследовательский рентгенорадиологический институт», город Санкт-Петербург
20. 26 апреля 2007 года, № 543 — Боярчук, Александр Алексеевич — академик, советник Российской академии наук
21. 26 апреля 2007 года, № 545 — Богомолов, Олег Тимофеевич — советник Института экономики Российской академии наук, город Москва
22. 15 мая 2007 года, № 635 — Титов, Владимир Михайлович — академик, советник Российской академии наук, Новосибирская область
23. 15 мая 2007 года, № 635 — Шумный, Владимир Константинович — академик Российской академии наук, директор Института цитологии и генетики, Новосибирская область
24. 27 мая 2007 года, № 658 — Челышев, Евгений Петрович — академик, советник Российской академии наук
25. 12 июня 2007 года, № 729 — Чилингаров, Артур Николаевич — заместитель Председателя Государственной думы Федерального собрания Российской Федерации
26. 30 июня 2007 года, № 834 — Петров, Владимир Владимирович — президент некоммерческой организации «Общественный фонд „Музей Хоккейной Славы России“», Московская область
27. 12 июля 2007 года, № 873 — Рейман, Леонид Дододжонович — министр информационных технологий и связи Российской Федерации
28. 14 июля 2007 года, № 886 — Туников, Геннадий Михайлович — ректор федерального государственного образовательного учреждения высшего профессионального образования «Рязанская государственная сельскохозяйственная академия имени профессора П. А. Костычева»
29. 14 июля 2007 года, № 888 — Холстов, Виктор Иванович — заместитель руководителя Федерального агентства по промышленности
30. 14 июля 2007 года, № 903 — Кольцова, Мира Михайловна — художественный руководитель, главный балетмейстер федерального государственного учреждения культуры «Государственный академический хореографический ансамбль „Березка“ имени Н. С. Надеждиной», город Москва
31. 14 июля 2007 года, № 905 — Каюров, Юрий Иванович — артист федерального государственного учреждения культуры «Государственный академический Малый театр России», город Москва
32. 25 июля 2007 года, № 950 — Грайфер, Валерий Исаакович — генеральный директор открытого акционерного общества «Российская инновационная топливно-энергетическая компания», Ханты-Мансийский автономный округ — Югра
33. 25 июля 2007 года, № 955 — Васильев, Владимир Иванович — генеральный директор государственного унитарного предприятия "Академический научно-издательский, производственно-полиграфический и книгораспространительский центр Российской академии наук «Издательство „Наука“»", директор Научного центра исследований истории книжной культуры, город Москва
34. 27 июля 2007 года, № 991 — Чурикова, Инна Михайловна — артистка государственного учреждения культуры города Москвы «Московский государственный театр „Ленком“»
35. 7 августа 2007 года, № 1035 — Потапов, Леонид Васильевич — бывший Президент Республики Бурятия
36. 10 августа 2007 года, № 1044 — Пьеха, Эдита Станиславовна — солистка-вокалистка, член региональной общественной организации «Союз концертных деятелей Санкт-Петербурга»
37. 10 августа 2007 года, № 1053 — Богданчиков, Сергей Михайлович — президент открытого акционерного общества «Нефтяная компания „Роснефть“», город Москва
38. 11 августа 2007 года, № 1064 — Янковский, Олег Иванович — артист государственного учреждения культуры города Москвы «Московский государственный театр „Ленком“»
39. 20 августа 2007 года, № 1082 — Чемезов, Сергей Викторович — генеральный директор федерального государственного унитарного предприятия «Рособоронэкспорт», город Москва
40. 20 августа 2007 года, № 1095 — Сурков, Виктор Семёнович — главный научный сотрудник федерального государственного унитарного предприятия «Сибирский научно-исследовательский институт геологии, геофизики и минерального сырья», Новосибирская область
41. 24 сентября 2007 года, № 1244 — Тартаковский, Владимир Александрович — академик Российской академии наук, академик-секретарь Отделения химии и наук о материалах Российской академии наук, город Москва
42. 25 сентября 2007 года, № 1295 — Толстой, Георгий Кириллович — доктор юридических наук, профессор федерального государственного образовательного учреждения высшего профессионального образования «Санкт-Петербургский государственный университет»
43. 25 сентября 2007 года, № 1299 — Колодяжный, Виктор Викторович — глава города Сочи Краснодарского края
44. 3 октября 2007 года, № 1321 — Христенко, Виктор Борисович — министр промышленности и энергетики Российской Федерации
45. 3 октября 2007 года, № 1322 — Калягин, Александр Александрович — председатель Общероссийской общественной организации «Союз театральных деятелей Российской Федерации (Всероссийское театральное общество)», художественный руководитель государственного учреждения культуры города Москвы «Московский театр „ET CETERA“ под руководством Александра Калягина»
46. 3 октября 2007 года, № 1328 — Краснопольский, Владислав Иванович — директор государственного учреждения «Московский областной научно-исследовательский институт акушерства и гинекологии»
47. 10 октября 2007 года, № 1358 — Ткачёв, Сергей Петрович — художник, действительный член Российской академии художеств, город Москва
48. 20 октября 2007 года, № 1394 — Иванов, Вадим Тихонович — академик Российской академии наук, Российской академии сельскохозяйственных наук, директор Института биоорганической химии имени академиков М. М. Шемякина и Ю. А. Овчинникова Российской академии наук, город Москва
49. 27 октября 2007 года, № 1421 — Шукшунов, Валентин Ефимович — президент государственного образовательного учреждения высшего профессионального образования «Южно-Российский государственный технический университет (Новочеркасский политехнический институт)», Ростовская область
50. 8 ноября 2007 года, № 1476 — Гребенников, Валерий Васильевич — первый заместитель председателя Комитета Государственной думы по гражданскому, уголовному, арбитражному и процессуальному законодательству
51. 12 ноября 2007 года, № 1497 — Фурсенко, Александр Александрович — академик, советник Российской академии наук, город Москва
52. 18 ноября 2007 года, № 1509 — Панибратов, Юрий Павлович — заведующий кафедрой государственного образовательного учреждения высшего профессионального образования «Санкт-Петербургский государственный архитектурно-строительный университет»
53. 19 ноября 2007 года, № 1517 — Анпилогов, Виктор Николаевич — заместитель полномочного представителя Президента Российской Федерации в Южном федеральном округе
54. 3 декабря 2007 года, № 1626 — Соткилава, Зураб Лаврентьевич — солист оперы федерального государственного учреждения «Государственный академический Большой театр России», город Москва
55. 17 декабря 2007 года, № 1697 — Казенин, Владислав Игоревич — председатель общественной организации «Союз композиторов России», город Москва
56. 28 декабря 2007 года, № 1760 — Гордеев, Вячеслав Михайлович — балетмейстер-постановщик государственного учреждения культуры «Московский областной государственный театр „Русский балет“»

## Кавалеры ордена IV степени
1. 3 января 2007 года, № 5 — Максюта, Николай Кириллович — глава администрации Волгоградской области
2. 11 января 2007 года, № 17 — Пузанов, Игорь Евгеньевич — командующий войсками Ленинградского военного округа
3. 11 января 2007 года, № 27 — Лихачёв, Василий Николаевич — член Совета Федерации Федерального собрания Российской Федерации от Народного собрания Республики Ингушетия
4. 18 января 2007 года, № 47 — Бармаков, Юрий Николаевич — директор федерального государственного унитарного предприятия «Всероссийский научно-исследовательский институт автоматики имени Н. Л. Духова», Москва
5. 18 января 2007 года, № 48 — Масолов, Валерий Николаевич — начальник Антарктической геофизической партии федерального государственного унитарного научно-производственного предприятия «Полярная морская геологоразведочная экспедиция», Санкт-Петербург
6. 18 января 2007 года, № 50 — Старшинов, Вячеслав Иванович — президент некоммерческого партнерства «Городской хоккейный клуб „Спартак“», Москва
7. 19 января 2007 года, № 57 — Даниленко, Константин Николаевич — директор-главный конструктор федерального государственного унитарного предприятия «Научно-исследовательский институт импульсной техники», город Москва
8. 19 января 2007 года, № 57 — Шопен, Виктор Пантелеймонович — генеральный директор федерального государственного унитарного предприятия «Ангарский электролизный химический комбинат», Иркутская область
9. 27 января 2007 года, № 94 — Казакова, Римма Фёдоровна — поэт, первый секретарь региональной общественной организации «Союз писателей Москвы»
10. 31 января 2007 года, № 102 — Путилин, Владислав Николаевич — первый заместитель председателя Военно-промышленной комиссии при Правительстве Российской Федерации, министр Российской Федерации
11. 31 января 2007 года, № 109 — Голицын, Георгий Сергеевич — академик Российской академии наук, директор государственного учреждения «Институт физики атмосферы имени А. М. Обухова» Российской академии наук, город Москва
12. 31 января 2007 года, № 110 — Немоляева, Светлана Владимировна — артистка государственного учреждения культуры «Московский академический театр имени Вл. Маяковского»
13. 31 января 2007 года, № 111 — Матвеев, Виктор Анатольевич — директор Института ядерных исследований Российской академии наук, город Москва
14. 3 февраля 2007 года, № 124 — Чаус, Анатолий Васильевич — начальник Главного управления капитального строительства Управления делами Президента Российской Федерации
15. 14 февраля 2007 года, № 160 — Глуз, Михаил Семёнович — генеральный директор автономной коммерческой организации «Международный культурный центр имени Соломона Михоэлса», город Москва
16. 14 февраля 2007 года, № 160 — Гоголев, Кронид Александрович — художник, Республика Карелия
17. 14 февраля 2007 года, № 163 — Барчук, Алексей Степанович — руководитель отделения государственного учреждения науки «Научно-исследовательский институт онкологии имени профессора Н. Н. Петрова», Санкт-Петербург
18. 15 февраля 2007 года, № 171 — Алханов, Али Дадашевич — Президент Чеченской Республики
19. 15 февраля 2007 года, № 189 — Яковлев, Юрий Петрович — директор Департамента правового регулирования, анализа и контроля деятельности подведомственных федеральных служб министерства юстиции Российской Федерации
20. 16 февраля 2007 года, № 183 — Фёдоров, Виктор Васильевич — генеральный директор федерального государственного учреждения «Российская государственная библиотека», город Москва
21. 21 февраля 2007 года, № 231 — Расторгуев, Николай Вячеславович — солист-вокалист группы «Любэ» общества с ограниченной ответственностью «Продюсерский центр Игоря Матвиенко», город Москва
22. 24 февраля 2007 года, № 251 — Медведчиков, Александр Иванович — заместитель руководителя Федерального космического агентства
23. 25 февраля 2007 года, № 243 — Строев, Егор Семёнович — Председатель Совета Федерации Федерального собрания Российской Федерации
24. 1 марта 2007 года, № 264 — Калинников, Владимир Трофимович — академик Российской академии наук, председатель президиума Кольского научного центра Российской академии наук, Мурманская область
25. 6 марта 2007 года, № 273 — Зеликов, Анатолий Яковлевич — председатель Белгородской областной думы
26. 8 марта 2007 года, № 285 — Чернышёв, Михаил Анатольевич — мэр города Ростов-на-Дону
27. 8 марта 2007 года, № 286 — Батанов, Геннадий Николаевич — председатель правления Пенсионного фонда Российской Федерации
28. 8 марта 2007 года, № 288 — Варшавер, Марк Борисович — директор государственного учреждения культуры города Москвы «Московский Государственный театр „Ленком“»
29. 13 марта 2007 года, № 332 — Лаврентьев, Александр Петрович — генеральный директор открытого акционерного общества «Казанский вертолетный завод», Республика Татарстан
30. 13 марта 2007 года, № 334 — Корнеев, Александр Васильевич — профессор федерального государственного образовательного учреждения высшего профессионального образования (университета) «Московская государственная консерватория имени П. И. Чайковского»
31. 13 марта 2007 года, № 334 — Косачёва, Римма Георгиевна — заведующая кафедрой федерального государственного образовательного учреждения высшего профессионального и послевузовского образования «Российская академия театрального искусства — ГИТИС», город Москва
32. 16 марта 2007 года, № 342 — Архиепископ Александр (Могилев Александр Геннадьевич) — управляющий Костромской епархией, председатель Синодального отдела по делам молодежи Русской православной церкви
33. 16 марта 2007 года, № 343 — Ржевский, Виталий Маркович — ректор федерального государственного образовательного учреждения высшего профессионального образования «Ульяновское высшее авиационное училище гражданской авиации (институт)»
34. 16 марта 2007 года, № 344 — Хараман, Юрий Гаврилович — председатель сельскохозяйственного производственного кооператива (колхоза) «Знамя Ленина», Щербиновский район Краснодарского края
35. 16 марта 2007 года, № 346 — Горшков, Александр Георгиевич — начальник управления Общероссийского союза физкультурно-спортивных объединений «Олимпийского комитета России»
36. 20 марта 2007 года, № 389 — Савенко, Юрий Алексеевич — глава города Калининград, мэр города
37. 21 марта 2007 года, № 406 — Немчинская, Розетта Яковлевна — профессор федерального государственного образовательного учреждения высшего профессионального и послевузовского образования «Российская академия театрального искусства-ГИТИС», Москва
38. 21 марта 2007 года, № 406 — Хачатурян, Карэн Суренович — композитор, профессор федерального государственного образовательного учреждения высшего профессионального образования (университета) «Московская государственная консерватория имени П. И. Чайковского»
39. 26 марта 2007 года, № 413 — Еропкина, Алла Григорьевна — заместитель директора государственного учреждения «Институт хирургии имени А. В. Вишневского» Российской академии медицинских наук, город Москва
40. 26 марта 2007 года, № 413 — Сидоров, Павел Иванович — академик Российской академии медицинских наук, ректор государственного образовательного учреждения высшего профессионального образования «Северный государственный медицинский университет», Архангельская область
41. 28 марта 2007 года, № 425 — Зубицкий, Борис Давыдович — депутат Государственной думы Федерального собрания Российской Федерации, заместитель председателя Комитета Государственной думы по экономической политике, предпринимательству и туризму
42. 30 марта 2007 года, № 429 — Дьяков, Анатолий Фёдорович — председатель научно-технического совета-советник председателя правления Российского открытого акционерного общества энергетики и электрификации «ЕЭС России», Москва
43. 30 марта 2007 года, № 430 — Розовский, Эдуард Александрович — заведующий кафедрой федерального государственного образовательного учреждения высшего профессионального образования «Санкт-Петербургский государственный университет кино и телевидения»
44. 30 марта 2007 года, № 433 — Голубев, Сергей Александрович — директор Юридического департамента Центрального банка Российской Федерации
45. 2 апреля 2007 года, № 434 — Вавилов, Станислав Владимирович — заместитель Председателя Центральной избирательной комиссии Российской Федерации
46. 3 апреля 2007 года, № 437 — Ушаков, Юрий Викторович — Чрезвычайный и Полномочный Посол Российской Федерации в Соединенных Штатах Америки
47. 3 апреля 2007 года, № 438 — Иванов, Иван Арсентьевич — ведущий научный сотрудник Томского филиала Института нефтегазовой геологии и геофизики имени А. А. Трофимука Сибирского отделения Российской академии наук
48. 3 апреля 2007 года, № 441 — Сабуров, Эдуард Николаевич — проректор государственного образовательного учреждения высшего профессионального образования «Архангельский государственный технический университет»
49. 9 апреля 2007 года, № 452 — Кобец, Вячеслав Иванович — руководитель Территориального агентства по недропользованию по Магаданской области
50. 9 апреля 2007 года, № 453 — Коробченко, Виктор Алексеевич — руководитель аппарата мэра и правительства Москвы в ранге первого заместителя мэра Москвы в правительстве Москвы
51. 9 апреля 2007 года, № 456 — Зайцев, Михаил Петрович — директор государственного учреждения культуры «Московский академический театр имени Вл. Маяковского»
52. 10 апреля 2007 года, № 460 — Петров, Юрий Александрович — председатель Российского фонда федерального имущества
53. 13 апреля 2007 года, № 478 — Феофан (Ашурков Иван Андреевич) — епископ Ставропольский и Владикавказский
54. 16 апреля 2007 года, № 481 — Березин, Евгений Владиславович — заместитель полномочного представителя Президента Российской Федерации в Дальневосточном федеральном округе
55. 16 апреля 2007 года, № 494 — Третьяков, Юрий Дмитриевич — академик Российской академии наук, декан факультета государственного образовательного учреждения «Московский государственный университет имени М. В. Ломоносова»
56. 23 апреля 2007 года, № 530 — Цой, Сергей Петрович — руководитель пресс-службы мэра и правительства Москвы, пресс-секретарь мэра Москвы
57. 23 апреля 2007 года, № 532 — Дядюченко, Валерий Николаевич — заместитель руководителя Федеральной службы по гидрометеорологии мониторингу окружающей среды
58. 26 апреля 2007 года, № 540 — Белянинов, Валерий Константинович — президент компании, председатель совета директоров открытого акционерного общества «Акционерная холдинговая компания „Всероссийский научно-исследовательский и проектно-конструкторский институт металлургического машиностроения имени академика Целикова“», Москва
59. 26 апреля 2007 года, № 548 — Поморцев, Альберт Иванович — президент Общероссийской общественной организации «Федерация хоккея с мячом России», Москва
60. 27 апреля 2007 года, № 561 — Могильников, Владимир Сергеевич — глава муниципального образования «Город Тула» — председатель Тульской городской думы
61. 27 апреля 2007 года, № 562 — Нуждин, Владимир Николаевич — ректор государственного образовательного учреждения высшего профессионального образования «Ивановский государственный энергетический университет имени В. И. Ленина»
62. 3 мая 2007 года, № 573 — Попов, Александр Васильевич — председатель Законодательного собрания Ростовской области
63. 9 мая 2007 года, № 597 — Демидова, Алла Сергеевна — артистка театра и кино, город Москва
64. 9 мая 2007 года, № 600 — Перевалов, Виктор Дмитриевич — ректор государственного образовательного учреждения высшего профессионального образования «Уральская юридическая академия», Свердловская область
65. 9 мая 2007 года, № 606 — Михалкин, Владимир Михайлович — консультант 145 Центрального командного пункта главнокомандующего Сухопутными войсками
66. 9 мая 2007 года, № 615 — Березняк, Евгений Степанович, Украина
67. 10 мая 2007 года, № 617 — Салихов, Кев Минуллинович — член-корреспондент Российской академии наук, директор Казанского физико-технического института имени Е. К. Завойского Казанского научного центра Российской академии наук, Республика Татарстан
68. 14 мая 2007 года, № 629 — Алиев, Нариман Абдулхаликович — генеральный директор закрытого акционерного общества имени Ш. Алиева, Дербентский район Республики Дагестан
69. 14 мая 2007 года, № 629 — Парахин, Николай Васильевич — ректор федерального государственного образовательного учреждения высшего профессионального образования «Орловский государственный аграрный университет»
70. 15 мая 2007 года, № 635 — Гордиенко, Иван Власович — член-корреспондент Российской академии наук, председатель президиума Бурятского научного центра Сибирского отделения Российской академии наук
71. 15 мая 2007 года, № 635 — Ковальчук, Борис Михайлович — академик Российской академии наук, заведующий отделом Института сильноточной электроники Сибирского отделения Российской академии наук, Томская область
72. 15 мая 2007 года, № 635 — Кулешов, Валерий Владимирович — академик Российской академии наук, директор Института экономики и организации промышленного производства Сибирского отделения Российской академии наук, Новосибирская область
73. 15 мая 2007 года, № 635 — Пармон, Валентин Николаевич — академик Российской академии наук, директор Института катализа имени Г. К. Борескова Сибирского отделения Российской академии наук, Новосибирская область
74. 15 мая 2007 года, № 635 — Сагдеев, Ренад Зиннурович — академик Российской академии наук, директор Института «Международный томографический центр» Сибирского отделения Российской академии наук, Новосибирская область
75. 21 мая 2007 года, № 648 — Новиков, Александр Васильевич — ректор федерального государственного образовательного учреждения высшего и послевузовского профессионального образования «Всероссийский государственный институт кинематографии имени С. А. Герасимова», Москва
76. 21 мая 2007 года, № 650 — Виноградов, Пётр Алексеевич — заместитель управляющего делами Федерального агентства по физической культуре и спорту
77. 27 мая 2007 года, № 660 — Саямов, Михаил Николаевич — ректор федерального государственного образовательного учреждения высшего профессионального образования «Российская академия музыки имени Гнесиных», Москва
78. 27 мая 2007 года, № 661 — Бадаева, Елена Игнатьевна — генеральный директор открытого акционерного общества «Хлеб», Чебоксары, Чувашская Республика
79. 31 мая 2007 года, № 689 — Москвичёв, Юрий Александрович — ректор государственного образовательного учреждения высшего профессионального образования «Ярославский технический университет»
80. 1 июня 2007 года, № 690 — Косопкин, Александр Сергеевич — полномочный представитель Президента Российской Федерации в Государственной думе Федерального собрания Российской Федерации
81. 2 июня 2007 года, № 691 — Восканян, Эдуард Арсенович — заместитель главного врача государственного учреждения здравоохранения «Специализированная кардиохирургическая больница», Пятигорск Ставропольский край
82. 2 июня 2007 года, № 691 — Савельева, Галина Михайловна — заведующая кафедрой государственного образовательного учреждения высшего профессионального образования «Российский государственный медицинский университет», город Москва
83. 2 июня 2007 года, № 695 — Кудрявцев, Александр Петрович — президент Российской академии архитектуры и строительных наук, город Москва
84. 12 июня 2007 года, № 749 — Бордюжа, Николай Николаевич — Генеральный секретарь Организации Договора о коллективной безопасности
85. 12 июня 2007 года, № 751 — Соболев, Николай Владимирович — академик Российской академии наук, директор Института минералогии и петрографии Объединенного института геологии, геофизики и минералогии Сибирского отделения Российской академии наук, Новосибирская область
86. 18 июня 2007 года, № 780 — Михалёв, Владимир Петрович — глава города Комсомольск-на-Амуре, Хабаровский край
87. 20 июня 2007 года, № 785 — Сидоренко, Юрий Иванович — судья Верховного суда Российской Федерации
88. 27 июня 2007 года, № 820 — Чепиков, Сергей Владимирович — инструктор по спорту Свердловской областной организации общественно-государственного объединения «Всероссийское физкультурно-спортивное общество „Динамо“»
89. 28 июня 2007 года, № 826 — Кожемяко, Олег Николаевич — губернатор Корякского автономного округа
90. 30 июня 2007 года, № 828 — Слуцкер, Исаак Иосифович — генеральный директор открытого акционерного общества «Новгородские лесопромышленники», Новгородская область
91. 30 июня 2007 года, № 835 — Макаркин, Николай Петрович — ректор государственного образовательного учреждения высшего профессионального образования «Мордовский государственный университет имени Н. П. Огарева»
92. 30 июня 2007 года, № 838 — Гордеева, Любовь Артемьевна — главный врач муниципального учреждения здравоохранения «Детская инфекционная больница», город Магадан
93. 30 июня 2007 года, № 838 — Порханов, Владимир Алексеевич — главный врач государственного учреждения здравоохранения «Краевая клиническая больница № 1 имени профессора С. В. Очаповского», Краснодарский край
94. 9 июля 2007 года, № 856 — Мосякин, Иван Яковлевич — председатель Орловского областного Совета народных депутатов
95. 10 июля 2007 года, № 862 — Сельцовский, Андрей Петрович — руководитель Департамента здравоохранения города Москвы
96. 12 июля 2007 года, № 874 — Тхакушинов, Асланчерий Китович — Президент Республики Адыгея
97. 14 июля 2007 года, № 888 — Евстигнеев, Владимир Васильевич — ректор государственного образовательного учреждения высшего профессионального образования «Алтайский государственный технический университет имени И. И. Ползунова», Алтайский край
98. 14 июля 2007 года, № 888 — Суржиков, Виктор Петрович — глава города Курск
99. 14 июля 2007 года, № 890 — Можжерин, Владимир Анатольевич — генеральный директор открытого акционерного общества «Боровичский комбинат огнеупоров», Новгородская область
100. 14 июля 2007 года, № 902 — Горбунов, Геннадий Александрович — член Совета Федерации Федерального собрания Российской Федерации от законодательного (представительного) органа государственной власти Астраханской области, председатель Комитета Совета Федерации по аграрно-продовольственной политике
101. 14 июля 2007 года, № 904 — Вдовин, Андрей Валентинович — Чрезвычайный и Полномочный Посол Российской Федерации в Греческой Республике
102. 16 июля 2007 года, № 910 — Манилова, Алла Юрьевна — председатель комитета по печати и взаимодействию со средствами массовой информации правительства Санкт-Петербурга
103. 17 июля 2007 года, № 917 — Фартушный, Николай Иванович — управляющий директор открытого акционерного общества «Таганрогский металлургический завод», Ростовская область
104. 17 июля 2007 года, № 918 — Журавлёв, Валентин Андреевич — заведующий кафедрой Института последипломного образования государственного образовательного учреждения высшего профессионального образования «Кировская государственная медицинская академия», Кировская область
105. 17 июля 2007 года, № 918 — Смирнов, Владимир Николаевич — директор научно-исследовательского института экспериментальной кардиологии федерального государственного учреждения «Российский кардиологический научно-производственный комплекс», город Москва
106. 21 июля 2007 года, № 943 — Мезенцев, Дмитрий Фёдорович — член Совета Федерации Федерального собрания Российской Федерации от исполнительного органа государственной власти Иркутской области, заместитель Председателя Совета Федерации Федерального собрания Российской Федерации
107. 25 июля 2007 года, № 945 — Чичканов, Валерий Петрович — проректор по научной работе-директор Института научных исследований и информации Российской академии государственной службы при Президенте Российской Федерации
108. 25 июля 2007 года, № 947 — Збруев, Александр Викторович — артист государственного учреждения культуры «Московский государственный театр „Ленком“»
109. 25 июля 2007 года, № 947 — Рюмина, Людмила Георгиевна — художественный руководитель государственного учреждения культуры «Московский культурный фольклорный центр под руководством Людмилы Рюминой»
110. 25 июля 2007 года, № 949 — Котляков, Владимир Михайлович — академик Российской академии наук, директор Института географии Российской академии наук, город Москва
111. 25 июля 2007 года, № 956 — Черных, Павел Григорьевич — директор Департамента контроля расходов федерального бюджета на здравоохранение, социальную политику и за бюджетами государственных внебюджетных фондов аппарата Счётной палаты Российской Федерации
112. 2 августа 2007 года, № 1007 — Зайналов, Шамиль Магомедович — Председатель Правительства Республики Дагестан
113. 2 августа 2007 года, № 1017 — Асикритов, Валерий Николаевич — директор Санкт-Петербургского государственного стационарного учреждения социального обслуживания «Дом-интернат для детей с отклонениями в умственном развитии № 1»
114. 6 августа 2007 года, № 1025 — Абдулов, Александр Гаврилович — артист государственного учреждения культуры «Московский государственный театр „Ленком“»
115. 6 августа 2007 года, № 1025 — Вирсаладзе, Элисо Константиновна — солистка-пианистка федерального государственного учреждения культуры «Московская государственная академическая филармония»
116. 6 августа 2007 года, № 1026 — Арский, Юрий Михайлович — академик Российской академии наук, директор Всероссийского института научной и технической информации Российской академии наук, город Москва
117. 6 августа 2007 года, № 1028 — Греф, Герман Оскарович — министр экономического развития и торговли Российской Федерации
118. 6 августа 2007 года, № 1028 — Потанин, Владимир Олегович — президент холдинговой компании «Интеррос»
119. 6 августа 2007 года, № 1028 — Терентьев, Михаил Борисович — генеральный секретарь Параолимпийского комитета Российской Федерации
120. 11 августа 2007 года, № 1065 — Соболев, Владимир Владимирович — генеральный директор открытого акционерного общества «Орёлстрой»
121. 18 августа 2007 года, № 1077 — Жамойда, Александр Иванович — член-корреспондент Российской академии наук, заведующий сектором федерального государственного унитарного предприятия «Всероссийский научно-исследовательский геологический институт имени А. П. Карпинского», Санкт-Петербург
122. 20 августа 2007 года, № 1088 — Гутман, Наталия Григорьевна — солистка-виолончелистка федерального государственного учреждения культуры «Московская государственная академическая филармония»
123. 20 августа 2007 года, № 1088 — Тевлин, Борис Григорьевич — заведующий кафедрой федерального государственного образовательного учреждения высшего профессионального образования (университета) «Московская государственная консерватория имени П. И. Чайковского»
124. 20 августа 2007 года, № 1089 — Гришпун, Ефим Моисеевич — генеральный директор открытого акционерного общества «Первоуральский динасовый завод», Свердловская область
125. 20 августа 2007 года, № 1095 — Старосельцев, Валерий Степанович — главный научный сотрудник государственного унитарного предприятия «Сибирский научно-исследовательский институт геологии, геофизики и минерального сырья», Новосибирская область
126. 1 сентября 2007 года, № 1137 — Букаев, Геннадий Иванович — помощник Председателя Правительства Российской Федерации
127. 11 сентября 2007 года, № 1173 — Селезнёв, Николай Васильевич — судья Конституционного суда Российской Федерации
128. 24 сентября 2007 года, № 1250 — Цигаль, Владимир Ефимович — руководитель творческой мастерской скульптуры Российской академии художеств, Москва
129. 25 сентября 2007 года, № 1297 — Карлин, Александр Богданович — глава администрации Алтайского края
130. 3 октября 2007 года, № 1324 — Игнатьев, Сергей Михайлович — председатель Центрального банка Российской Федерации
131. 3 октября 2007 года, № 1326 — Минниханов, Рустам Нургалиевич — премьер-министр Республики Татарстан
132. 3 октября 2007 года, № 1327 — Натансон, Георгий Григорьевич — кинорежиссёр, город Москва
133. 3 октября 2007 года, № 1327 — Полянский, Валерий Кузьмич — художественный руководитель и главный дирижёр федерального государственного учреждения культуры «Государственная академическая симфоническая капелла России», город Москва
134. 3 октября 2007 года, № 1330 — Шаталов, Сергей Дмитриевич — статс-секретарь — заместитель министра финансов Российской Федерации
135. 9 октября 2007 года, № 1352 — Денисов, Андрей Иванович — первый заместитель министра иностранных дел Российской Федерации
136. 10 октября 2007 года, № 1355 — Коган, Павел Леонидович — художественный руководитель-главный дирижёр федерального государственного учреждения культуры «Московский государственный академический симфонический оркестр под управлением Павла Когана»
137. 12 октября 2007 года, № 1371 — Мурашов, Александр Ефимович — депутат Московской областной думы, председатель комитета по местному самоуправлению
138. 12 октября 2007 года, № 1372 — Хальфин, Руслан Альбертович — заместитель министра здравоохранения и социального развития Российской Федерации
139. 27 октября 2007 года, № 1427 — Егоров, Владимир Константинович — президент-ректор Российской академии государственной службы при Президенте Российской Федерации
140. 3 ноября 2007 года, № 1458 — Ярыгин, Владимир Михайлович — токарь-карусельщик открытого акционерного общества «Электростальский завод тяжелого машиностроения», Московская область
141. 3 ноября 2007 года, № 1459 — Бутаков, Александр Владимирович — заместитель председателя правительства Омской области, министр государственно-правового развития Омской области
142. 8 ноября 2007 года, № 1476 — Мокрый, Владимир Семёнович — председатель Комитета Государственной думы по вопросам местного самоуправления
143. 8 ноября 2007 года, № 1476 — Попов, Сергей Александрович — председатель комитета Государственной думы по делам общественных объединений и религиозных организаций
144. 8 ноября 2007 года, № 1476 — Рязанский, Валерий Владимирович — заместитель председателя Комитета Государственной думы по Регламенту и организации работы Государственной думы
145. 10 ноября 2007 года, № 1494 — Забелин, Виктор Никитович — президент Общероссийского межотраслевого объединения работодателей «Российский союз строителей», Москва
146. 19 ноября 2007 года, № 1546 — Павлов, Виктор Дмитриевич — ректор федерального государственного образовательного учреждения высшего профессионального образования «Курганская государственная сельскохозяйственная академия имени Т. С. Мальцева»
147. 19 ноября 2007 года, № 1548 — Карпов, Ростислав Сергеевич — директор государственного учреждения «Научно-исследовательский институт кардиологии» Томского научного центра Сибирского отделения Российской академии медицинских наук
148. 19 ноября 2007 года, № 1549 — Камнев, Павел Иванович — генеральный директор, генеральный конструктор открытого акционерного общества "Опытно-конструкторское бюро «Новатор», Свердловская область
149. 19 ноября 2007 года, № 1550 — Александров, Алексей Иванович — член Совета Федерации Федерального собрания Российской Федерации, заместитель председателя Комитета Совета Федерации по обороне и безопасности
150. 19 ноября 2007 года, № 1550 — Васьков, Анатолий Тихонович — член Совета Федерации Федерального собрания Российской Федерации, член Комитета Совета Федерации по природным ресурсам и охране окружающей среды
151. 19 ноября 2007 года, № 1550 — Гусев, Владимир Кузьмич — член Совета Федерации Федерального собрания Российской Федерации, первый заместитель председателя Комитета Совета Федерации по экономической политике, предпринимательству и собственности
152. 19 ноября 2007 года, № 1550 — Шишков, Алексей Николаевич — член Совета Федерации Федерального собрания Российской Федерации, первый заместитель председателя Комитета Совета Федерации по обороне и безопасности
153. 21 ноября 2007 года, № 1558 — Кузьмин, Борис Александрович — президент Межрегиональной ассоциации полиграфистов (МАП), город Москва
154. 21 ноября 2007 года, № 1568 — Горностаев, Александр Васильевич — первый заместитель председателя правительства Московской области
155. 29 ноября 2007 года, № 1600 — Волков, Виктор Иванович — механизатор сельскохозяйственного производственного кооператива (колхоза) «Дружба», Калининский район Краснодарского края
156. 29 ноября 2007 года, № 1600 — Тимощенко, Владимир Фёдорович — тракторист общества с ограниченной ответственностью «Новостародубское», Ставропольский край
157. 3 декабря 2007 года, № 1625 — Порядин, Георгий Александрович — глава муниципального образования «Выборгский район» Ленинградская область
158. 4 декабря 2007 года, № 1630 — Штыров, Вячеслав Анатольевич — Президент Республики Саха (Якутия)
159. 6 декабря 2007 года, № 1638 — Чаркин, Альберт Серафимович — ректор государственного образовательного учреждения высшего профессионального образования «Санкт-Петербургский государственный академический институт живописи, скульптуры и архитектуры имени И. Е. Репина», председатель правления общественной организации «Санкт-Петербургский союз художников»
160. 10 декабря 2007 года, № 1647 — Доренский, Сергей Леонидович — профессор федерального государственного образовательного учреждения высшего профессионального образования (университета) «Московская государственная консерватория имени П. И. Чайковского»
161. 13 декабря 2007 года, № 1675 — Кузьмин, Михаил Иванович — академик Российской академии наук, директор Института геохимии имени А. П. Виноградова Сибирского отделения Российской академии наук, председатель президиума Иркутского научного центра Сибирского отделения Российской академии наук
162. 17 декабря 2007 года, № 1685 — Крашенинников, Павел Владимирович — депутат Государственной думы Федерального собрания Российской Федерации, председатель Комитета Государственной думы по гражданскому, уголовному, арбитражному и процессуальному законодательству
163. 17 декабря 2007 года, № 1685 — Маковский, Александр Львович — первый заместитель председателя совета Исследовательского центра частного права при Президенте Российской Федерации
164. 20 декабря 2007 года, № 1719 — Зайцев, Игорь Германович — директор государственного учреждения здравоохранения «Тульская областная больница»
165. 28 декабря 2007 года, № 1760 — Обликин, Игорь Фёдорович — дирижёр ансамбля русских народных инструментов Академического хора русской песни федерального государственного учреждения по организации, производству и распространению музыкальных и культурнопросветительских программ «Российский государственный музыкальный телерадиоцентр», Москва
166. 28 декабря 2007 года, № 1762 — Костоев, Исса Магометович — член Совета Федерации Федерального собрания Российской федерации от исполнительного органа государственной власти Республики Ингушетия
167. 28 декабря 2007 года, № 1771 — Седов, Олег Константинович — капитан учебного парусного судна «Крузенштерн» федерального государственного образовательного учреждения высшего профессионального образования «Балтийская государственная академия рыбопромыслового флота», Калининград
168. 29 декабря 2007 года, № 1778 — Лебедев, Валентин Витальевич — член-корреспондент Российской академии наук, директор Научного геоинформационного центра Российской академии наук, город Москва